# Бликландт, Ян
Ян Бликландт (конец XVII — начало XVIII века, точные даты жизни не известны) — гравёр, работавший в гравировальной мастерской Оружейной палаты в 1707—1714 годах. Наиболее монументальное произведение — «Вид Москвы с Воробьёвых гор» (1710 год) и несколько видов знаменитых московских монастырей (1707—1708 годы), составляющих вместе с гравюрой «Вид Москвы из Замоскворечья» Питера Пикарта цикл парадных видов столичного города Москвы.

## Служба в России
Точная дата приезда в Россию не известна.
По приезде в Россию работал в приказе Морского дела, устраивал фонтаны в Летнем саду Петербурга.
В 1708—1710 годах служил (сменив на этом месте Пикарта) третьим (и последним) заведующим первой российской гравировальной картопечатни, созданной Петром I при Оружейной палате в Москве.
В Москве проживал в Немецкой слободе на так называемом «грыдорованном дворе».